# البلالية
البلالية قرية في ناحية النشابية في منطقة دوما في محافظة ريف دمشق. بلغ عدد سكانها 2914 نسمة عام 2004.
تقع في جنوب ناحية النشابية بين ثلاث تلال هم : تل الذهب غربا وتل فرزات شمالا وتل الخطيب شرقا ، وترتفع عن سطح البحر 616 م. تحيط بها القرى والبلدات التالية: مرج السلطان - دير سلمان - القيسا ومن الشمال النشابية.